# Thermo
Thermo es una banda de rock alternativo, procedente de Guadalajara, Jalisco México.

## Historia
Thermo comienza en el año 1996 en la ciudad de Guadalajara, Jalisco, siendo banda pionera del Post-hardcore y Emo en México desde los años 90, con Roy Cañedo en la batería y la voz, Mike Camacho en los teclados, Iván Pérez en el bajo y Alain Bultrago como primer guitarrista. Lo que comienza como una banda de amigos en el año de 1994, se convierte en Thermo dos años después. En el año 2004 antes de la presentación del disco, entra un nuevo componente a la banda: Kirby Eguiarte en la guitarra. Ahora Thermo, formado por cinco integrantes, suena con mucho más poder, al combinar ambas guitarras en las presentaciones y durante el disco.
Durante los últimos años y tras haber sufrido cambios, Iván Pérez decide tomar la guitarra y entra César Salazar (Zylika) al bajo y se integra a la banda. Thermo empieza a crecer en la escena local y a nivel nacional tras alternar con diversas bandas extranjeras como MxPx, A.N.I.M.A.L., The Sounds, Dos Minutos, Dee Dee Ramone, Babasónicos y mexicanos como Jumbo, Genitallica, Pito Pérez, División Minúscula, Panda, Delux, Elli Noise, Tolidos, Austin TV, Insite, Canseco, entre otras.
En el tránsito de grabación de su primer álbum "Arde en mí", se editaron dos EP: "¿Dónde estás? EP" y "Dance Core EP", que contienen grabaciones de menor calidad de canciones contenidas en los siguientes álbumes.
Tras la salida del disco "Arde en mí", Thermo se va de gira nacional a diversos estados como: Durango, Sonora, Zacatecas, Baja California, Veracruz, México D.F, Jalisco, entre otras ciudades más. Al regresar de la gira, en agosto del 2005, Thermo sufre otro cambio para mostrar la alineación actual: tras la salida de César Salazar, Thermo comenzó a buscar un nuevo bajista que se integrara al grupo y es ahí cuando decidieron invitar a un par de ensayos a Pepe Ibarra (Meyer), quien tocaba en una banda local ya desaparecida, llamada Macpot, tras haber trabajado con ellos en una ocasión.
Musicalmente hablando, el grupo destaca por su sonido: guitarras que usan power chords con riffs potentes, la voz hardcore de Iván Pérez y el sonido del sintetizador.

### Arde en mí
Si bien la banda se promocionó fuertemente con sus grabaciones amateur y EP, no fue sino hasta 2005 cuando comenzó a destacar con su primer álbum "Arde en mí". Este disco fue producido en su mayor parte por Roy Cañedo, baterista del grupo. Contiene canciones que rozan con el post-hardcore y el screamo, una secuencia de piano/sintetizador instrumental y una canción electro-dance.
El primer sencillo de este disco fue "¿Dónde estás?".
Le siguió "Nuevas Ideas", vídeo que muestra grabaciones de películas antiguas y grabaciones divertidas de los integrantes de la banda. Un ejemplo es la escena cuando Iván Pérez aparece en "blanco y negro" con una caja de cereal "Thermo Flakes".

### Bajo el Control del Radar
En 2007 la banda viaja a Umea, Suecia, para editar lo que sería su siguiente disco "Bajo el Control del Radar".
En este disco, se suprimieron las voces hardcore, disminuyó la rapidez de las canciones pero manteniendo la esencia e influencia de bandas Emo de los 90, y el Rock Alternativo, cuenta con interludios instrumentales y experimentales. También destaca la influencia de Meyer, nuevo bajista de la banda, con más presencia en la vocalización.
El primer sencillo escogido para promocionar fue "Lo Siento".

### E.P. Acústico
A principios del 2009 el grupo empieza la producción de un material acústico el cual contaría con 3 versiones acústicas de los sencillos de "Bajo el control del radar", un cover de canseco y una canción nueva.
A finales del 2009 después de casi diez años Mike Camacho deja la banda por diferencias musicales según un boletín anunciado en su página myspace. Tras su salida, el grupo cambia su alineación integrando a Carlos Méndez como nuevo bajista (Antes integrante de la Banda de hardcore tapatío Día de Cambio) y dejando a Pepe "Meyer" Ibarra como vocalista principal.
En enero del 2010 Thermo saca una nueva canción, "Ejército de Hermanos", como respuesta a un problema que la banda tuvo con su disquera anterior, Warner Music, presentando así su nueva alineación con un videoclip musical de la misma canción.
El pasado 24 de abril de 2010 el grupo saco a la venta el E.P. acústico del cual se desprende su primer sencillo "Tal Vez No".

### Ancestros
Thermo volvió después de unos años presentado su disco Ancestros.
Pese a la distancia (física) que hay entre los integrantes, el realizar este nuevo disco, fue todo un reto, pero señalaron que encontraron el punto medio y están muy contentos con el resultado.

### Actualidad
El 15 de octubre de 2022 Thermo anunció que encabezaría el festival Mexicano de Punk Rock Fest CMBA, a lado de bandas como Insite, Tolidos, Hummersqueal entre otros.
En mayo de 2023 la banda anuncia un solo show programado para el 11 de noviembre del mismo año en el Foro Alarcon de la Ciudad de México.
El 30 de septiembre de 2023 la banda lanza un nuevo sencillo después de más de 5 años, llamado "Retrofuturo" y producido por Richie Arreola, integrante de Belanova.

## Integrantes

### Formación actual
- Iván Pérez - Voz, guitarra

- Roy Alberto Cañedo - Voz, batería

- Mike Camacho - Voz, sintetizadores

- José  Ibarra "Meyer" - Voz

- Carlos Méndez - Bajo

### Exintegrantes
- César Salazar "Charo" - Bajo

- Alain Bultrago - Guitarra

- Kirby Eguiarte - Guitarra

## Discografía

### Pudo ser Mejor (demo)
1.- Sin ti
2.- Left Over
3.- Está bien, esperaré
4.- Por creer
5.- Púrpura
6.- She left me
7.- Una vez más

### Dance Core EP (2004)
1.- ¿Dónde Estás?
2.- Este No Soy Yo
3.- Nuevas Ideas
4.- Una Batalla Más

### ¿Dónde Estás? EP (2004)
1.- ¿Dónde Estás?
2.- Zombies y Break Dance
3.- Dieciséis
4.- Estoy Harto de Ti

### Arde en Mí (2005)
01.- Piano 
02.- Una Batalla Más 
03.- Fuego Interno 
04.- ¿Dónde Estás? 
05.- Vanessa 
06.- Avanzar Sin Ti 
07.- Cenizas 
08.- Este No Soy Yo 
09.- Nuevas Ideas 
10.- Dance Core 
11.- Azul
12.- 16 (Esta fue añadida en la reedición 2008)
13.- Estoy Harto De Ti (Esta fue añadida en la reedición 2008)

### Bajo el Control del Radar (2007)
Grabado en Suecia en octubre y noviembre del 2006.
Producido por Pelle Enriccson, Magnus Lindberg y Eskil Lovstrom.
Tracks:
01.- Feedback 
02.- Zombiez y Break Dance
03.- De Frente 
04.- Contra Mí 
05.- Alza la Voz 
06.- Lo Siento 
07.- Bosque 
08.- No Pensar 
09.- Despertar Sin Ti 
10.- Control, Control 
11.- Te Necesito 
12.- Ambiente Calle 
13.- Ídolo sin Ideales 
14.- Bajo el Control del Radar 
15.- De Pie 
16.- Voces

### E.P Acústico (2010)
1.-Lo Siento
2.-Todavía Te Alcanzó A Ver
3.-Te Necesito
4.-Alza La Voz
5.-Tal Vez No-

### Ancestros (2017)
1. La Travesía
2. Ancestros
3. Fieras
4. Tu Nombre
5. La Verdad No Basta
6. Ojos Falsos
7. Cerdos
8. Soles Lejanos (Feat. Renee Mooi)
9. El Viejo
10. El Tren de las Almas Perdidas